# GR 0550+08
GR 0550+08 (WKB 052) è una radiosorgente discreta avente RA 5h 50m 33s e DEC +8,26° :. È situata nella costellazione di Orione a Nord-Est della stella Betelgeuse.
Questo oggetto è disponibile anche sull'applicazione Google Earth.